# چوی میونگ بین
چوی میونگ بین (کره‌ای: 최명빈؛ زادهٔ ۱۵ آوریل ۲۰۰۸) بازیگر اهل کره جنوبی است. او حرفهٔ بازیگری خود را در سال ۲۰۱۶ آغاز کرد و از آن زمان تاکنون در فیلم‌ها و مجموعه‌های تلویزیونی حضور داشته‌است. او بیشتر به خاطر ایفای نقش در درام تاریخی احساس پادشاه (۲۰۲۱) و درام بانوی جوان و جنتلمن (۲۰۲۱–۲۰۲۲) شناخته می‌شود که به خاطر آنها برندهٔ جایزهٔ بهترین بازیگر زن جوان در جوایز درامای کی‌بی‌اس ۲۰۲۱ شد. او در فیلم‌هایی همچون ناپدید شدن (۲۰۱۸) و انتظار برای باران (۲۰۲۱) بازی کرده‌است.

## حرفه
چوی میونگ-بین وابسته به کمپانی مدیریت هنرمند Prain TPC است.
در سال ۲۰۲۱، چوی میونگ بین همتای جوانی نقش اصلی زن در درام تاریخی شبکهٔ کی‌بی‌اس به نام احساس پادشاه را بازی کرد و به خاطر عملکرد دوگانه اش به عنوان ولیعهد لی هوی و بانوی دربار دام یی مورد ستایش قرار گرفت. در همان سال، او در درام آخرهفته‌های شبکهٔ کی‌بی‌اس۲ به نام بانوی جوان و جنتلمن در نقش لی جه نی، کوچکترین دختر نقش اصلی مرد بازی کرد. عملکردش در هر دو درام برای او جایزهٔ بهترین بازیگر زن جوان در جوایز درامای کی‌بی‌اس ۲۰۲۱ به ارمغان آورد.
او در سال ۲۰۲۲ در درام عاشقانهٔ شبکهٔ تی‌وی‌ان به نام بیست و پنج بیست و یک، نقش کیم مین چه دختر نقش اصلی زن را بازی کرد.

## فیلم‌شناسی

### فیلم‌ها
| سال  | عنوان             | نقش               | توضیحات | منابع  |
| ---- | ----------------- | ----------------- | ------- | ------ |
| ۲۰۱۶ | ملکهٔ پیاده‌روی     | هشت سالگی مان بوک |         | [ ۹ ]  |
| ۲۰۱۸ | ناپدید شده        | هوا یونگ          |         | [ ۱۰ ] |
| ۲۰۱۹ | اولین مشتری من    | کیم دا بین        |         | [ ۱۰ ] |
| ۲۰۱۹ | تازا: جک یک چشم   | جوانی مدونا       |         | [ ۱۰ ] |
| ۲۰۲۱ | انتطار برای باران | جوانی گونگ سو هی  |         | [ ۱۰ ] |

### مجموعه تلویزیونی
| سال       | عنوان                          | نقش                             | توضیحات               | منابع  |
| --------- | ------------------------------ | ------------------------------- | --------------------- | ------ |
| ۲۰۱۷      | تونل                           | یون سو جونگ                     | حضور افتخاری، قسمت ۴  | [ ۹ ]  |
| ۲۰۱۷      | ماشین تحریر شیکاگو             | جو سول (جوانی)                  | مهمان                 | [ ۹ ]  |
| ۲۰۱۷      | شریک مشکوک                     | اون بونگ هی (جوانی)             |                       | [ ۹ ]  |
| ۲۰۱۷      | کی‌بی‌اس تی‌وی ناول: بهار دال سون | هان هونگ جو (جوانی)             |                       |        |
| ۲۰۱۷      | بلک                            | کانگ ها رام (جوانی)             | مهمان                 |        |
| ۲۰۱۷      | دفترچه زندان                   | دختر پِنگ سه یون                 | حضور افتخاری، قسمت ۱۶ |        |
| ۲۰۱۸      | خدمتکار شما                    | ایم دا یونگ (جوانی)             | مهمان                 |        |
| ۲۰۱۸      | بازگشت                         | سو می                           |                       |        |
| ۲۰۱۸      | شاهزاده صد روزه من             | کیم سو هه (جوانی)               |                       | [ ۱۱ ] |
| ۲۰۱۹      | تله                            | گو مین جو                       |                       |        |
| ۲۰۱۹      | بکشش                           | دو هیون جین (جوانی)             | حضور افتخاری، قسمت ۶  |        |
| ۲۰۱۹      | ملکه: عشق و جنگ                | کانگ اون بو/کانگ اون گی (جوانی) | مهمان                 |        |
| ۲۰۲۰      | کلاس ایته‌‌وون                   | جو یی سو (جوانی)                | حضور افتخاری، قسمت ۳  |        |
| ۲۰۲۱      | دراماورلد ۲                    | سام                             | وب دراما              |        |
| ۲۰۲۱      | صدا ۴                          | کانگ کوان جو (جوانی)            |                       | [ ۱۲ ] |
| ۲۰۲۱–۲۰۲۲ | بانوی جوان و جنتلمن            | لی جه نی                        |                       | [ ۶ ]  |
| ۲۰۲۱      | احساس پادشاه                   | لی هوی / دام یی (جوانی)         |                       | [ ۵ ]  |
| ۲۰۲۲      | بیست و پنج بیست و یک           | کیم مین چه                      |                       | [ ۸ ]  |

### برنامه‌های موزیکال
| تاریخ حضور    | Nursery rhymes      | Co-Singer                                                      | ناشر        | منابع  |
| Wicked        | Wicked              | Wicked                                                         | Wicked      | Wicked |
| ------------- | ------------------- | -------------------------------------------------------------- | ----------- | ------ |
| ۱۸ آوریل ۲۰۱۶ | «سلام»              | لی ها رانگ، چوی یه نا، کواک یی-پ آن، پارک یه اوم، هونگ یی هیون | جینی میوزیک | [ ۱۳ ] |
| ۱۸ آوریل ۲۰۱۶ | «فکر کردن به برادر» | پارک یه اوم                                                    | جینی میوزیک | [ ۱۳ ] |

## جوایز و نامزدی‌ها
| مراسم جوایز         | سال  | دسته                  | نامزد / اثر                        | نتیجه | منابع |
| ------------------- | ---- | --------------------- | ---------------------------------- | ----- | ----- |
| جوایز درامای کی‌بی‌اس | ۲۰۲۱ | بهترین بازیگر زن جوان | بانوی جوان و جنتلمن و احساس پادشاه | برنده | [ ۷ ] |